# Beautiful James
Beautiful James è un singolo del gruppo musicale britannico Placebo, pubblicato il 16 settembre 2021 come primo estratto dall'ottavo album in studio Never Let Me Go.

## Descrizione
Si tratta della prima pubblicazione dei Placebo in 5 anni, anticipata da un post sul profilo Twitter del gruppo dove ne è stato rivelato il titolo.
Come affermato dal frontman Brian Molko, il brano era già previsto come singolo di lancio dell'album ed è nato sotto il titolo iniziale di Bad Piano. Questo perché l'hook principale era stato composto dallo stesso Molko dopo una notte insonne e registrato frettolosamente sul suo smartphone.

Il cantante e chitarrista ha presentato il singolo con la seguente dichiarazione:

## Video musicale
In concomitanza con il lancio del singolo è stato diffuso un visualizer sul canale YouTube del gruppo, seguito il 23 dicembre 2021 da un video musicale diretto da Gregg Houston.

## Tracce
Testi e musiche di Brian Molko e Stefan Olsdal.
Download digitale
1. Beautiful James – 4:08

7"
- Lato A

1. Beautiful James – 4:08

- Lato B

1. Surrounded by Spies – 5:14

## Formazione
Hanno partecipato alle registrazioni, secondo le note di copertina di Never Let Me Go:
Gruppo
- Brian Molko – voce, chitarra, sintetizzatore, loop, drum machine, percussioni
- Stefan Olsdal – basso, chitarra, sintetizzatore Boutique, pianoforte, cori

Altri musicisti
- Pietro Garrone – batteria

Produzione
- Placebo – produzione
- Adam Noble – produzione, ingegneria del suono, missaggio
- William Lloyd – ingegneria del suono
- Robin Schmidt – mastering
- Stefan Olsdal – ingegneria del suono aggiuntiva